# 布茨巴赫
布茨巴赫（德語：Butzbach，發音：[ˈbʊtsbax] ⓘ）是德国黑森州达姆施塔特行政区韦特劳县的城市，面积106.6平方千米，2023年12月31日人口为27,528人。